# Varesina Sport C.V. S.S.D.
Varesina Sport C.V. S.S.D., còn được gọi là Varesina Calcio, là một câu lạc bộ bóng đá Ý đến từ Venegono Superiore, Lombardy. Vào mùa xuân 2022-23, đội đã thi đấu ở Serie D, cấp độ cao nhất của hiệp hội bóng đá không chuyên nghiệp Ý.

## Lịch sử
Varesina được thành lập vào năm 2010 sau sự hợp nhất của các đội bóng đá Castiglione Olona và Venegono Superiore.

## Màu sắc
Màu của đội là đỏ và xanh.